# Adesmia uspallatensis
Adesmia uspallatensis är en ärtväxtart som beskrevs av William Jackson Hooker och George Arnott Walker Arnott. Adesmia uspallatensis ingår i släktet Adesmia och familjen ärtväxter. Inga underarter finns listade i Catalogue of Life.